# Vàlvula de papallona

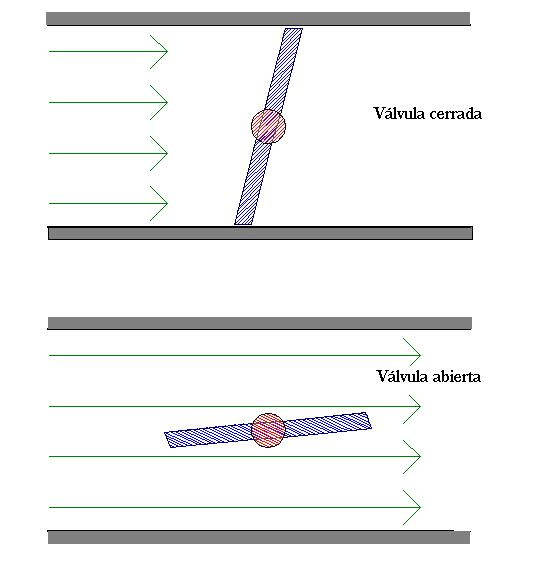
Croquis d'una vàlvula de papallona.

Una  vàlvula de papallona  és un dispositiu per interrompre o regular el flux d'un fluid en un conducte, augmentant o reduint la secció de pas mitjançant una placa, anomenada «papallona", que gira sobre un eix. En disminuir l'àrea de pas, augmenta la pèrdua de càrrega local a la vàlvula, reduint el flux.
En l'àmbit de les vàlvules per a ús en hidràulica, es distingeixen per les següents característiques: 
- Estan en tots els casos contingudes a l'interior de la canonada;
- Tenen una baixa pèrdua de càrrega quan estan totalment obertes.
- La relació entre l'àrea de pas i l'angle de gir de la papallona no és lineal.

Són utilitzades en conductes d'aire, canonades per a líquids i en aplicacions mecàniques, com en alguns tipus de motors tèrmics.

## Imatges

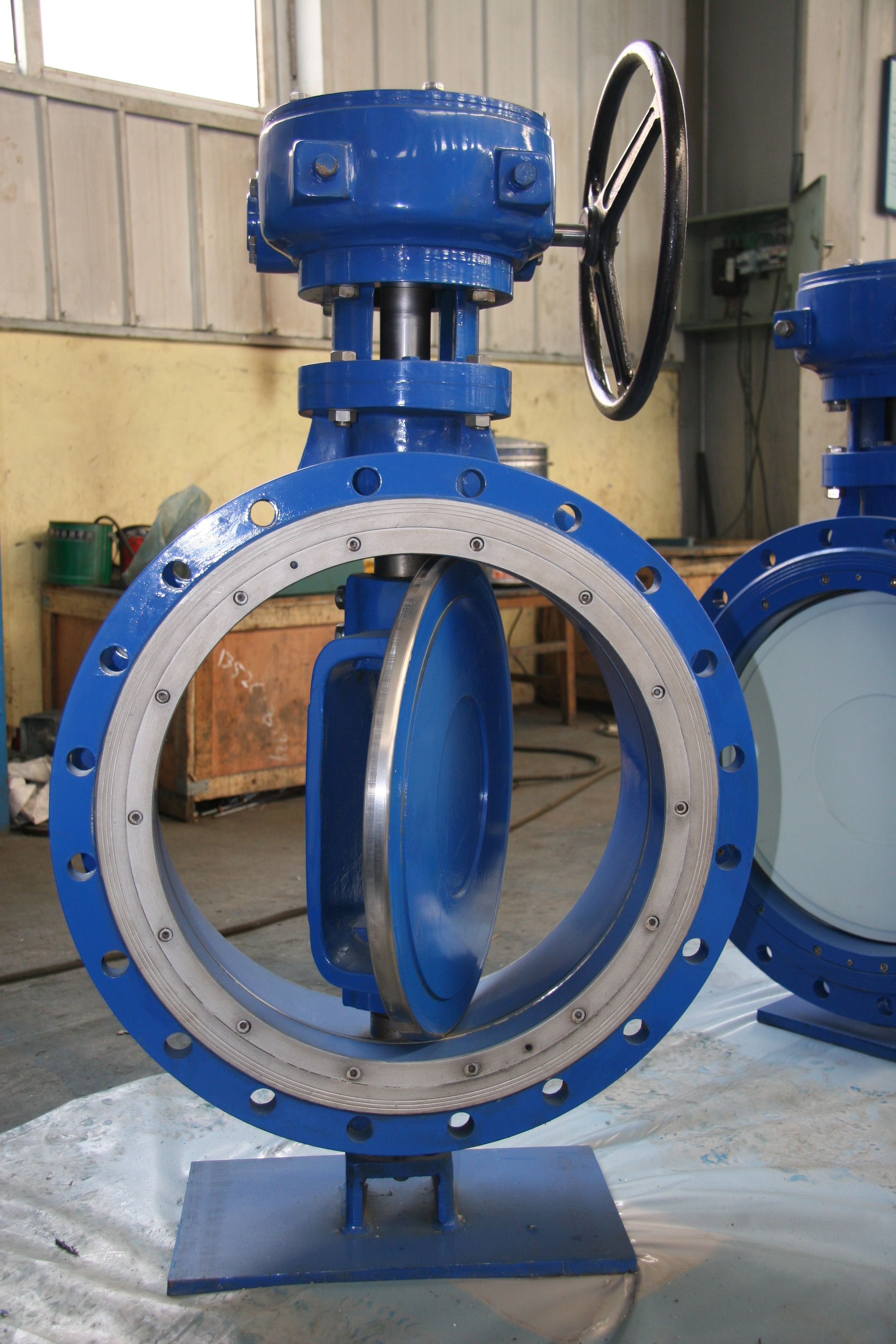
Vàlvula de papallona en acer fos
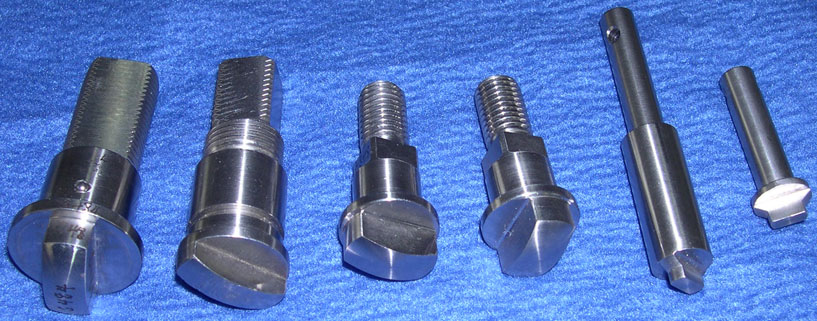
Perns per vàlvules
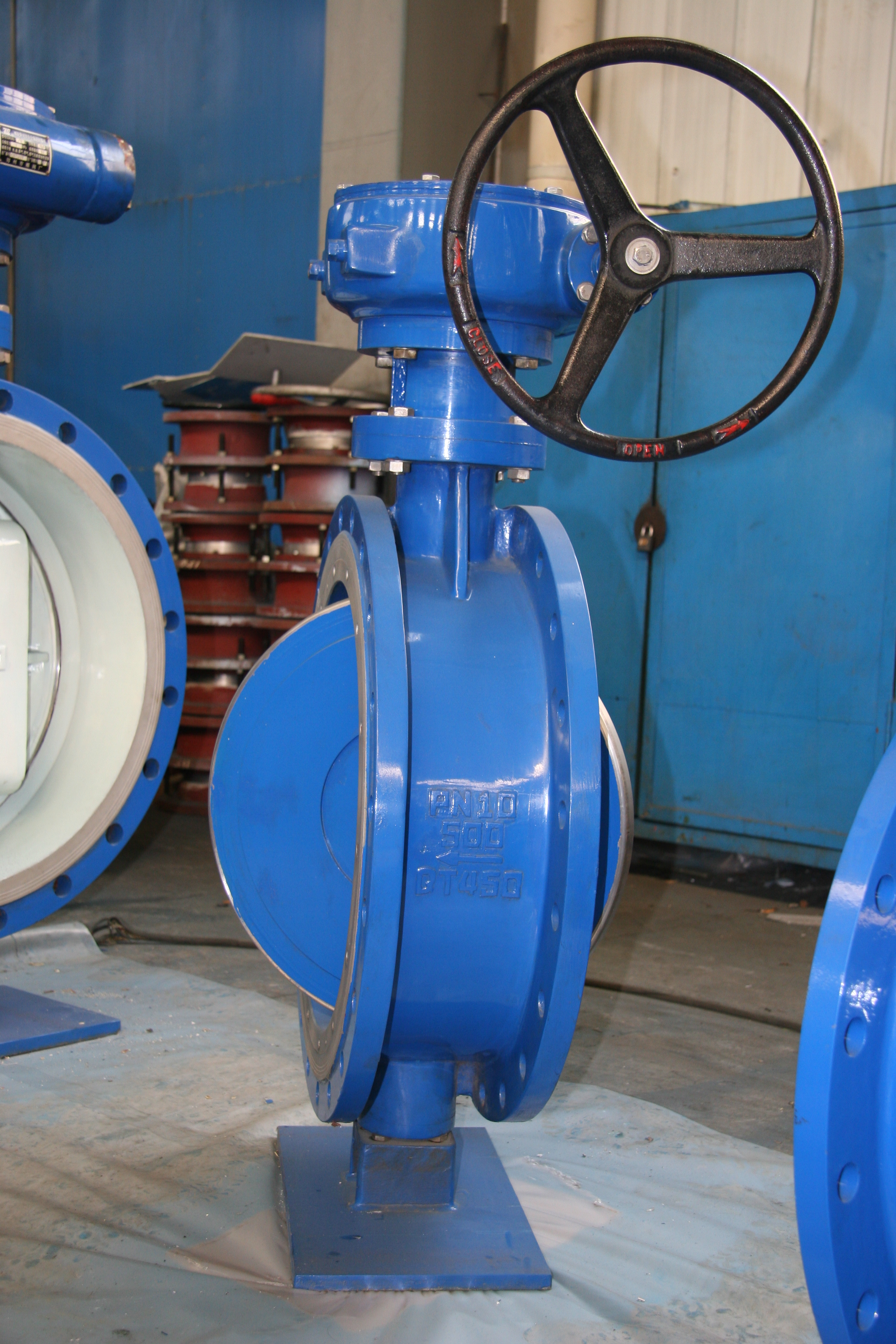
Vàlvula de papallona en material fosa dúctil
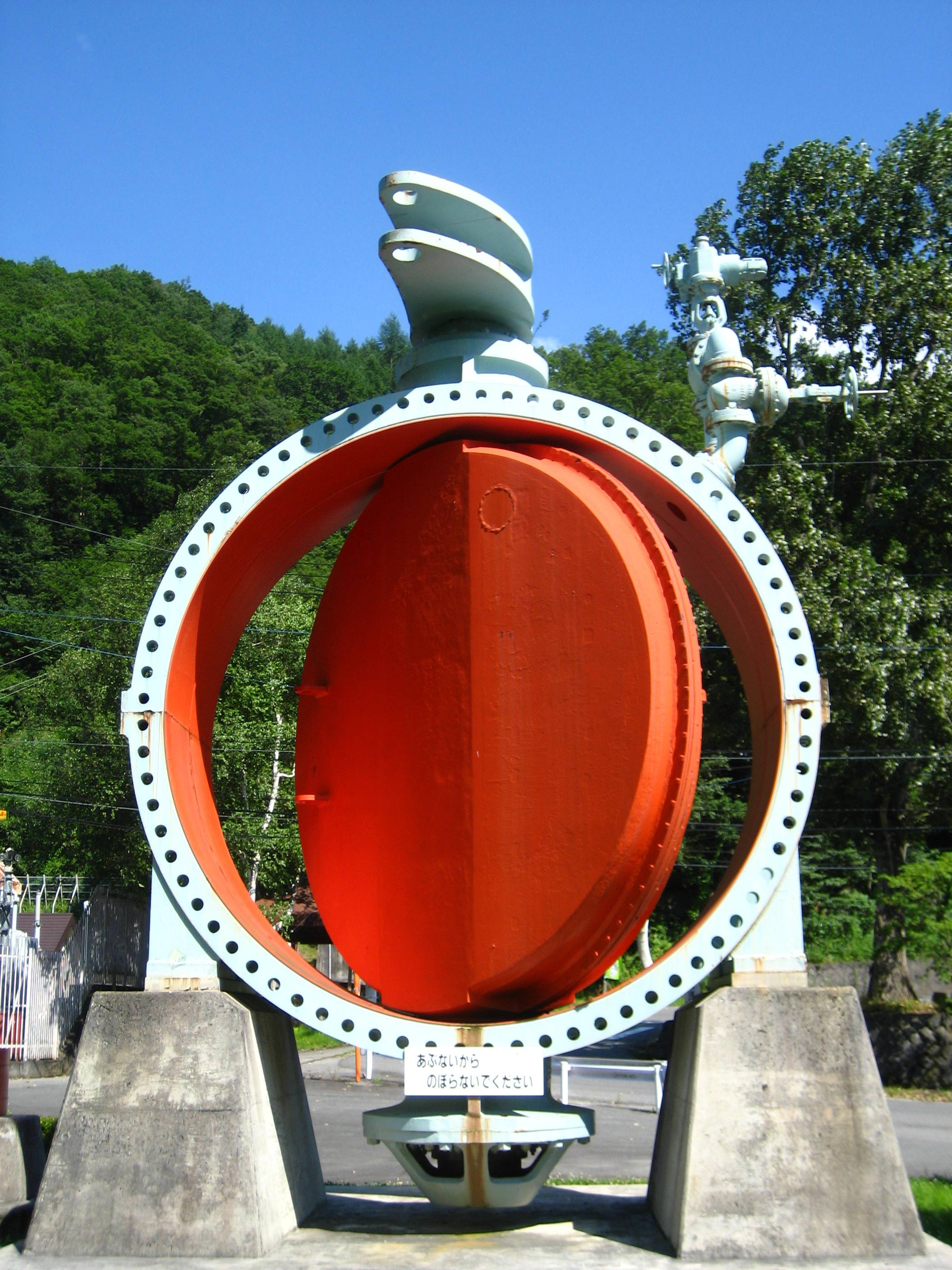
Vàlvula papallona